# St. Georges försvar
Den här artikeln använder algebraisk schacknotation för att beskriva schackdragen.
St. Georges försvar är en ovanlig schacköppning som definieras av dragen:
1. e4 a6